# 松尾川ダム
松尾川ダム（まつおがわダム）は、徳島県三好市、吉野川水系松尾川に建設されたダム。春ノ木尾ダム（はるのきおダム）ともいう。高さ67メートルの重力式コンクリートダムで、四国電力の発電用ダムである。同社の水力発電所・松尾川第一発電所・松尾川第二発電所に送水し、合計最大4万2,200キロワットの電力を発生する。

## 歴史
戦後、日本発送電の分割・民営化に伴い、四国の電気事業は四国電力が継承した。同社は1951年（昭和26年）の設立当初から問題となっていた電力不足を解消するべく、水力発電を主体とした開発を進めていった。中でも松尾川ダムおよび松尾川第一・第二発電所の建設は設立間もない同社が初めて手がける大規模開発事業であった。工事は1951年12月27日に着工、1953年（昭和28年）10月11日に松尾川第一・第二発電所が運転を開始した。補償については1952年（昭和27年）に漁業関係が、1953年に流木関係、公共関係が解決を見せた。
松尾川第一・第二発電所には、出力約2万キロワットのペルトン水車発電機がそれぞれ1台ずつ設置されている。当時の日本としては大容量の水車発電機であり、とりわけ特筆すべきはAFC（自動周波数調整装置）を日本で初めて導入した点である。電力系統の周波数は需要（負荷）と供給（発電）とのバランスを維持しなければ安定しない。もし、これが崩れると周波数が変動し、工場の操業などに悪影響を及ぼす。発電所の出力を自動で調整し、電力系統の周波数を安定化するAFCは、大容量水力発電所や火力発電所には必須のものとして、日本全国の発電所に普及していった。

## 周辺
JR土讃線・祖谷口駅付近で国道32号から祖谷川沿いに敷かれた徳島県道32号山城東祖谷山線に入り、さらに松尾川沿いに敷かれた徳島県道140号大利辻線を上流へと進むと松尾川ダムに至る。松尾川ダムには松尾川の水だけではなく、周辺を流れる支流河川から取り入れた水も注がせている。さらに四国電力は1961年（昭和36年）、祖谷川の上流に名頃ダムを完成させ、送水先の名頃発電所（1,300キロワット）で発電に使用した水を松尾川ダムに放流させている。ダム湖にはコイやマス、フナなどの魚が棲む。
ダムに貯えた水は右岸の取水口から取り入れられ、トンネルで北西に位置する松尾川第一発電所に向けて送水し、最大2万800キロワットの電力を発生させる。発電に使用した水はそのまま松尾川第二発電所へと送水され、最大2万1,400キロワットの電力を発生したのち、吉野川に放流される。放水口の周辺は美濃田の淵と呼ばれる名勝で、上流には四国電力も発電を目的として事業に参加した水資源機構の多目的ダム・池田ダムがある。

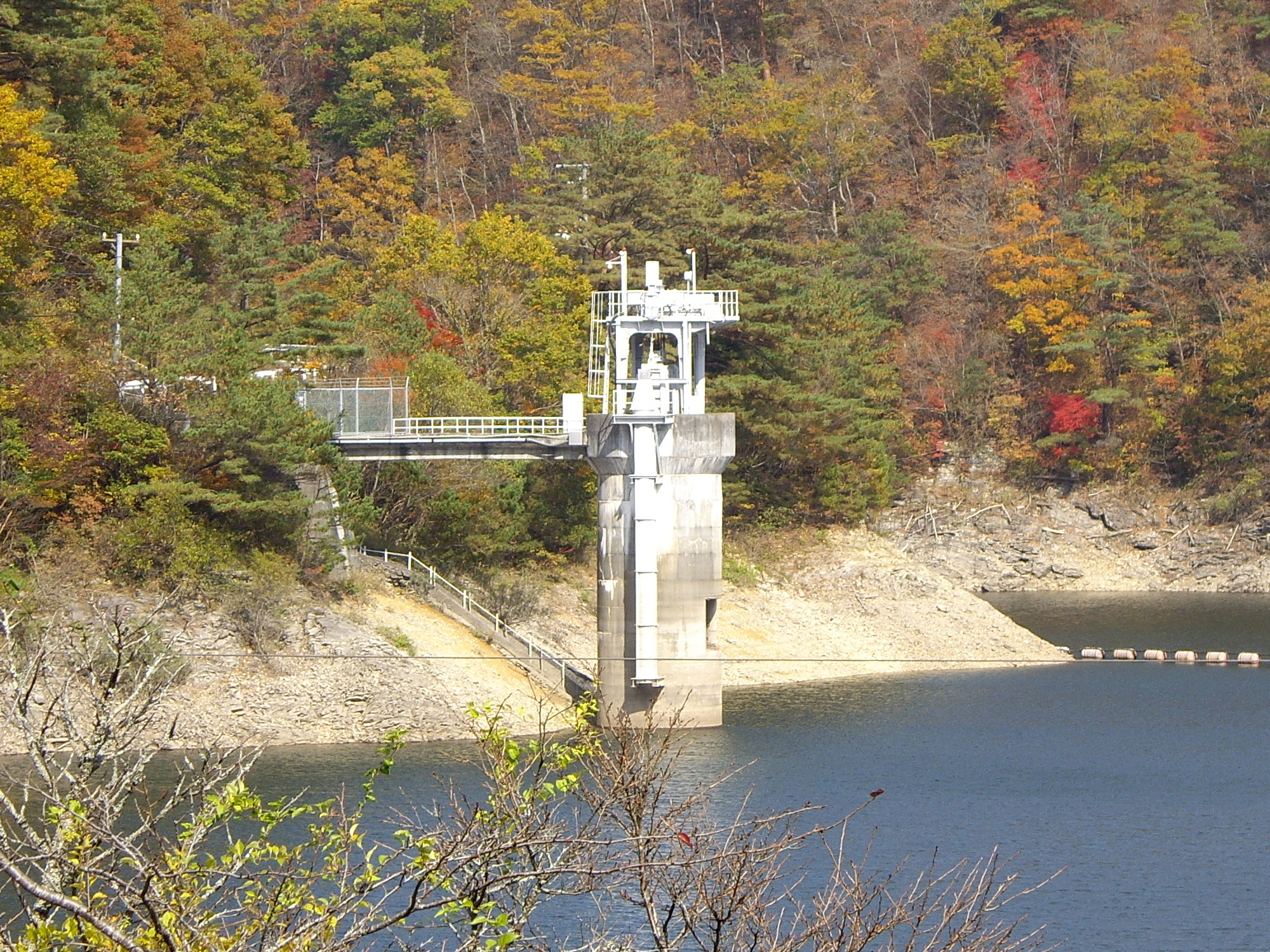
松尾川第一発電所取水口
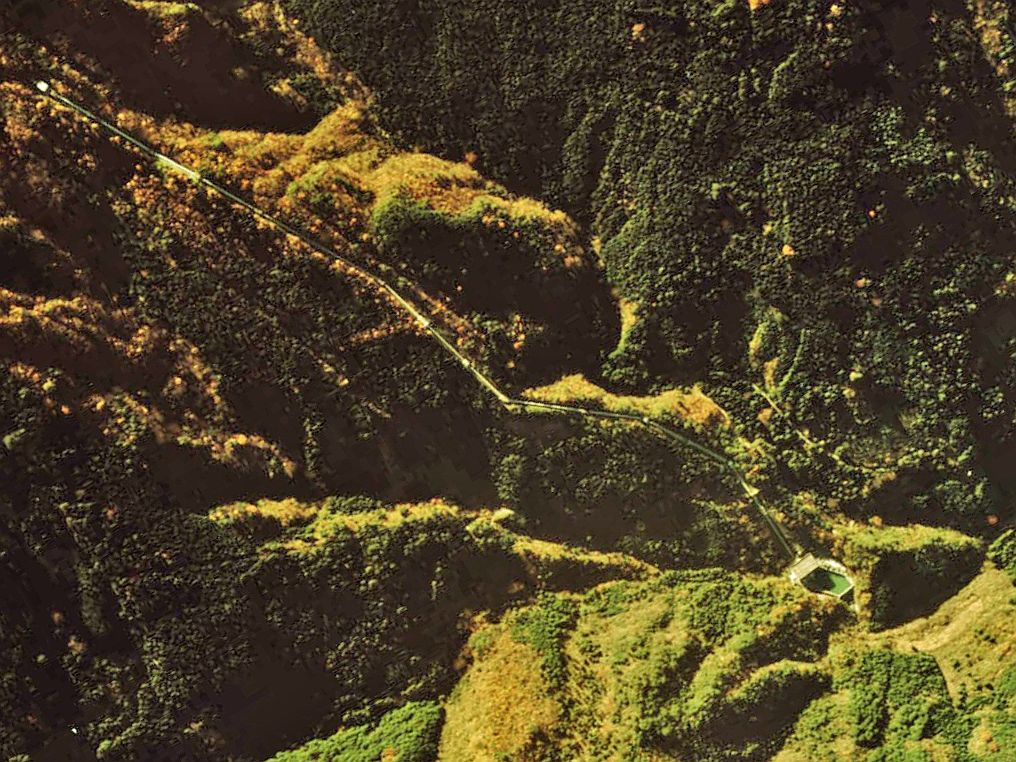
松尾川第一発電所
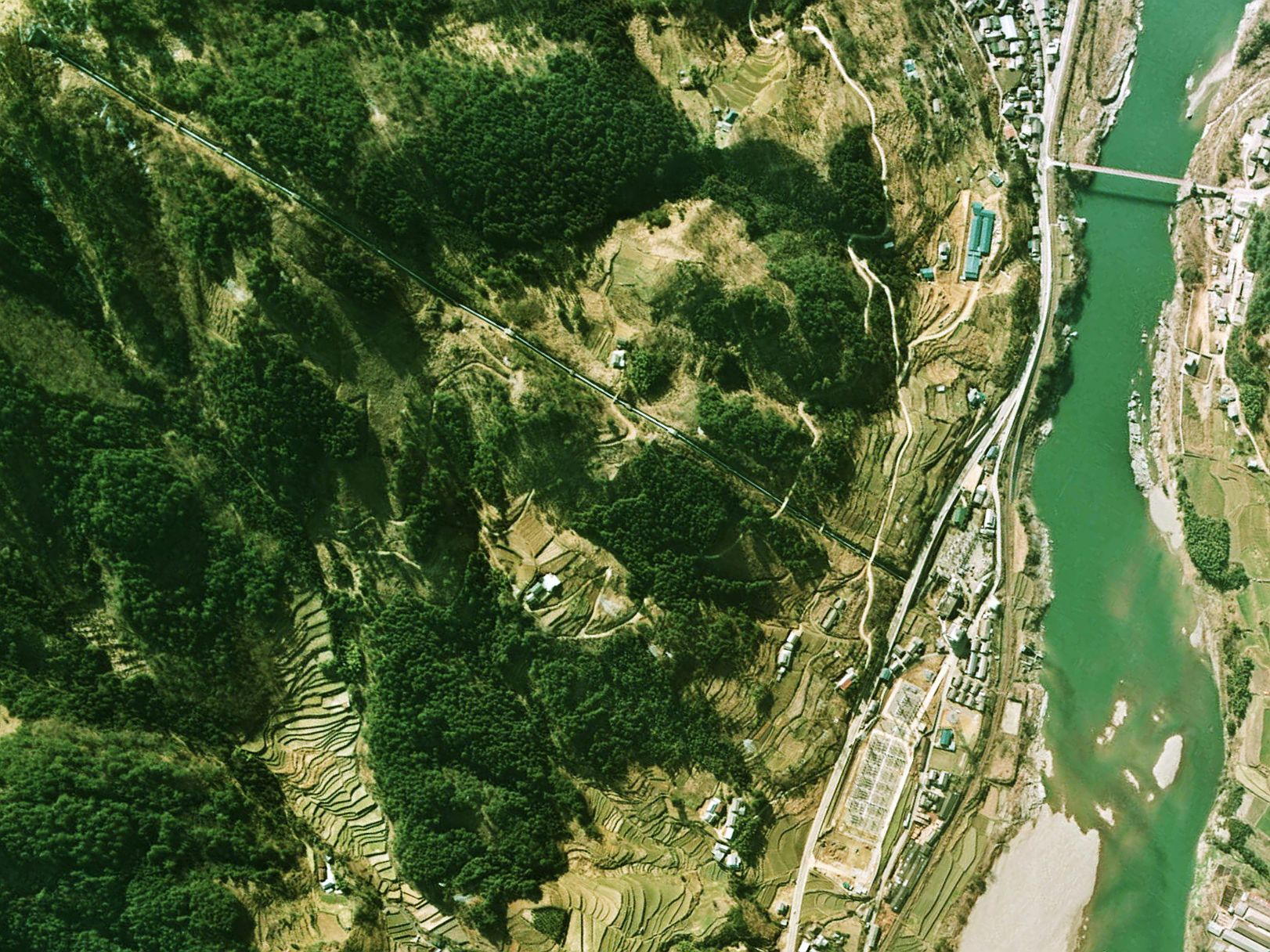
松尾川第二発電所
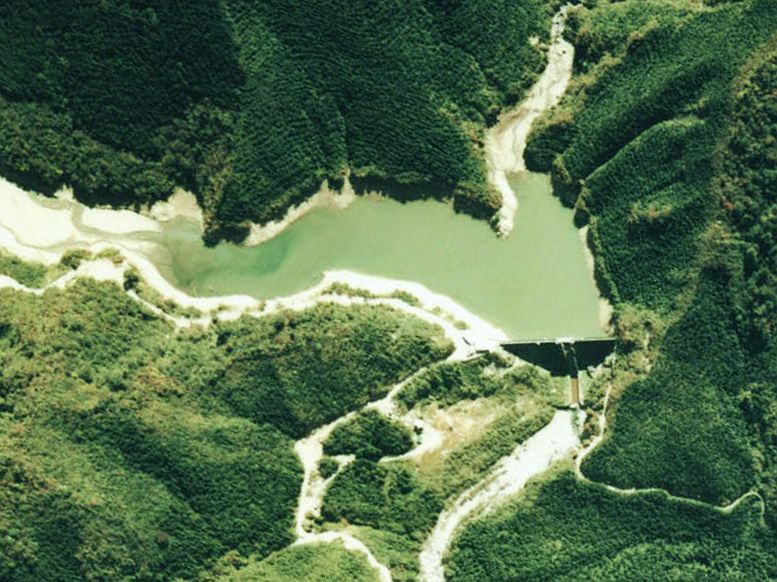
名頃ダム